# Clou français

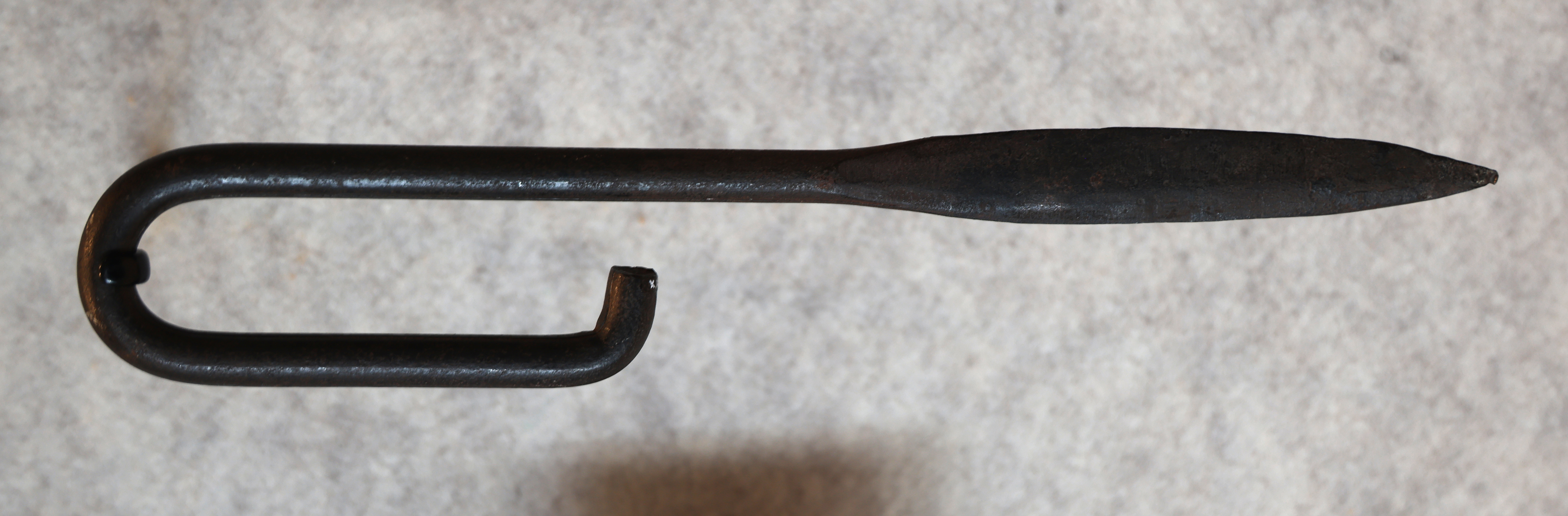
Clou français w Royal Armouries Museum w angielskim mieście Leeds

Clou français (pol. francuski gwóźdź) – improwizowany stalowy nóż bojowy używany przez żołnierzy francuskich wojsk lądowych do walki wręcz podczas I wojny światowej. 

## Historia
Dowództwo Francuskich Sił Zbrojnych nie spodziewało się, że „Wielka Wojna” która rozpoczęła się w lipcu 1914 roku, szybko przeistoczy się w wojnę pozycyjną, w której duże znaczenie będzie miała walka wręcz na noże, bagnety i pałki okopowe. Francuskie tradycyjne bagnety nie nadawały się do walki tego typu ze względu na swoją długość, niewystarczającą ilość, a dodatkowo zgodnie z ówczesną doktryną wojenną, miały być przedłużeniem karabinu do walki z kawalerią. Z tych powodów powstał clou français, który w dużych ilościach produkowany był w różnych wersjach, przez małe przyfrontowe warsztaty kowalskie.

## Opis
Clou français to prymitywna, jednoczęściowa broń kłująca wykonana ze stalowego pręta; potrzebną do wykonania noża stal wydobywano z żelazobetonu niemieckich fortyfikacji polowych. Rękojeść noża w kształcie pętli, zapewniała minimalną poręczność i osłonę, natomiast ostrze było obosieczne i miało kształt liścia.